# چنگیزه
چنگیزه، روستایی از توابع بخش کلیائی شهرستان سنقر در استان کرمانشاه ایران است.از جمله محصولات روستا می‌توان به میوه های گیلاس،سیب،به....همچنین عسل مرغوب و مناسب اشاره کرد.شغل اصلی اهالی روستا دامپروری و باغداری می باشد.بیشتر پوشش گیاهی روستا از گیاهان مختلف دارویی و بیشتر گونه گون می‌باشد که منبع تغذیه زنبورعسل در این ناحیه است.

## جمعیت
این روستا در دهستان کیونات قرار دارد و براساس سرشماری مرکز آمار ایران در سال ۱۳۸۵، جمعیت آن ۲۱۷ نفر (۶۰خانوار) بوده‌است.